# Tadeusz Szymański
Tadeusz Szymański (* 18. Mai 1917 in Gostilla, Bosnien; † 28. Februar 2002 in Oświęcim) war ein polnischer Holocaust-Überlebender und bedeutender Mitarbeiter des Museums Auschwitz-Birkenau.

## Leben
Am 12. August 1941 wurde Tadeusz Szymański in das Konzentrationslager Auschwitz-Birkenau eingeliefert. Er erhielt die Häftlingsnummer P 20034. Schwer erkrankt und deswegen schon selektiert, um vergast zu werden, rettete ihn der Umstand, dass man noch beobachten wollte, wie der Fleckfieber-Versuch am lebenden „Versuchsobjekt“ ausgeht.
Anfang 1945 sollte er angesichts der vorrückenden sowjetischen Truppen mit einem Transport nach Groß-Rosen und dann nach Buchenwald überstellt werden. Bei einem Halt des Zuges auf tschechischem Gebiet gelang ihm die Flucht.
Auf Anfrage von Tadeusz Wa̜sowicz (1906–1952) half ihm Szymański bei der Errichtung einer Gedenkstätte am Gelände des ehemaligen Konzentrationslagers Auschwitz-Birkenau. Die beiden wollten das Vernichtungslager vor der Plünderung und dem Abriss schützen, um einen Erinnerungsort zu schaffen.
Im Museum Auschwitz-Birkenau kümmerte sich Tadeusz Szymański in den 1950er Jahren vor allem um die Besucherbetreuung, kämpfte um die Einrichtung einer internationalen Jugendbegegnungsstätte und leitete bis zu seiner Pensionierung 1977 die Sammlungen des Lagermuseums. Zudem galt er als Wegbereiter der polnischen Aussöhnung mit Deutschland.

## Ehrungen
1986:  Theodor-Heuss-Medaille

## Darstellung Szymańskis in der bildenden Kunst
- Volkmar Sebb: In memoriam P 20034 (2002, Öl auf Hartfaserplatte)[2]